# Хуан Јустрић
Хуан Елијас Јустрић (шп. Juan Elías Yustrich Росарио, 9. јул 1909 — Буенос Ајрес, 6. октобар 2002) је био аргентински  фудбалер. Играо је на позицији голмана.

## Успеси
Бока јуниорс
- Прва лига Аргентине (2) : 1934, 1935.[5]